# Brisa Priori
Brisa Eugenia Priori (San Miguel, Buenos Aires, Argentina; 3 de mayo de 2001) es una futbolista argentina. Juega de delantera en Boca Juniors de la Primera División Femenina de Argentina. Es internacional con la selección de Argentina.

## Trayectoria
Es parte del Xeneize desde 2019, jugando en la reserva en donde fue goleadora de su equipo, su primer gol fue ante Huracán por el Torneo de Reserva. Desde 2021 integra el plantel del primer equipo de Boca Juniors y en enero de ese mismo año fue campeona del Torneo Transición 2020, aunque no disputó partidos. Debutó el 4 de febrero de 2022, donde también anotó su primer gol oficial, en el partido correspondiente a los octavos de final de la Copa Federal 2022 frente a Malvinas Argentinas, culminando en goleada por 7-0. Se consagró campeona del Campeonato YPF 2022 y fue subcampeona en la Copa Libertadores Femenina 2022, en donde anotó un gol en la final frente a Corinthians, siendo la primera futbolista argentina en marcar un gol en esa instancia.

## Estadísticas

### Clubes
| Club                   | País      | Año             |
| ---------------------- | --------- | --------------- |
| Boca Juniors (Reserva) | Argentina | 2019 - 2021     |
| Boca Juniors           | Argentina | 2021 - Presente |

## Palmarés
| Título            | Club         | País      | Año  |
| ----------------- | ------------ | --------- | ---- |
| Primera División  | Boca Juniors | Argentina | 2022 |
| Primera División  | Boca Juniors | Argentina | 2023 |
| Copa de la Liga   | Boca Juniors | Argentina | 2023 |
| Copa Federal      | Boca Juniors | Argentina | 2023 |
| Apertura Femenino | Boca Juniors | Argentina | 2024 |

### Fichas deportivas
- Ficha de Brisa Priori en Boca Juniors
- Ficha de Brisa Priori en Ceroacero
- Ficha de Brisa Priori en Soccerway
- Ficha de Brisa Priori en Futbol Femenino Argentino

### Redes sociales
- Brisa Priori en Instagram
- Brisa Priori en Twitter
- Brisa Priori en Facebook
- Brisa Priori en TikTok

- Datos: Q115858273